# Кризис воинского призыва на Украине
Кризис воинского призыва на Украине — это термин, используемый для обозначения усилий по мобилизации украинцев в Вооруженные силы Украины и вызванных этим военных, политических и общественных противоречий. Среди них — попытки граждан Украины уклониться от приказов о призыве, скрыться или бежать из страны, наказания уклонистов, предусмотренные украинским законодательством, и требование к гражданам Украины регистрировать информацию для упрощения процесса призыва, а также использование работников ТЦК (территориальный центр комплектования) для насильственной мобилизации при сопротивлении граждан. Необходимость содержать достаточное количество войск для ведения боевых действий на передовой, чтобы остановить продвижение России и защитить суверенитет Украины, создала сложный политический баланс. При этом важно было соблюдать демократические принципы и права человека (которые в свою очередь не соблюдаются).

## Нехватка личного состава в ВСУ
После того, как попытки вторгнуться в Киев и Харьков в начале вторжения России в Украину провалились, Вооруженные силы России начали применять другую тактику ведения войны, используя своё численное преимущество в солдатах, оружии и военной технике. Они включали использование пехоты в качестве «человеческих волн» для продвижения на позиции противника с целью более глубокого закрепления, часто с большими потерями. В результате, несмотря на сохранение нескольких позиций на линии фронта стабильными в течение месяцев, различные подразделения ВСУ начали терять позиции из-за нанесённых потерь, что не позволяло дальнейшим подкреплениям подкреплять ослабленные позиции. Это, в свою очередь, привело к появлению многих уязвимых участков на тактически перерастянутой линии фронта, которые не могли быть усилены, когда российские войска атаковали их. Потери и отсутствие подкреплений также способствовали большей усталости и снижению морального духа передовых подразделений, действовавших на линии фронта в течение нескольких месяцев подряд без возможности ротации.
Наступление на Харьков 2024 года, начавшееся в мае, еще больше растянуло линию фронта в попытке увеличить вероятность военных прорывов, заставив несколько украинских бригад переместиться с позиций на Донбассе в приграничный район Харькова. В ответ украинские генералы также перенаправили солдат с тыловых позиций на боевые роли. Военный аналитик Майкл Кофман предсказал, что нехватка живой силы на Украине займёт месяцы, даже с учётом изменений в законах о мобилизации, и что новые поставки западной артиллерии и дальнобойного оружия, которые прибудут всего за несколько недель, сами по себе не смогут помочь ВСУ вернуть оккупированные территории.
Командир 93-й отдельной механизированной бригады Павел Палиса заявил, что нехватка личного состава была гораздо более существенной, чем нехватка боеприпасов, и что в результате одному солдату часто приходилось выполнять работу за троих или четверых. Он сообщил, что нехватка личного состава ослабляла не только передовые части, но и подразделения огневой поддержки и охраны, заставляя солдат выполнять свою работу и снижая их общую эффективность. Он сообщил, что его бригада была в пять-семь раз меньше по численности, чем российские противники, в то время как другая бригада была в десять раз меньше, и что в результате российские силы могли позволить себе идти в наступление раз в неделю и терять несколько боевых машин и десятки солдат при каждой попытке. Он также сообщил, что сокращение численности личного состава привело к гибели большего количества опытных солдат, что затрудняло передачу военного опыта новым призывникам. Он отметил, что дополнительные войска позволят проводить более частые ротации и быстрее восстанавливать боевые возможности подразделений, сокращая их время нахождения на передовой. Это, в свою очередь, позволит солдатам отдыхать, а также проводить время со своими семьями, улучшая психологическое и физическое здоровье, мотивацию и моральный дух. К тому же это дало бы командирам больше времени на подготовку и реализацию боевых планов, что повысило бы эффективность воинских подразделений.
До вторжения России в Украину в феврале 2022 года на Украине находилось 8,7 миллиона мужчин призывного возраста, а к февралю 2024 года их число сократилось примерно до 5 миллионов из-за смертей и эмиграции. В июне 2024 года Центр анализа европейской политики подсчитал, что армии Украины понадобится на 400 000—500 000 солдат больше, чтобы противостоять российским наступлениям, поскольку ее гораздо большее население дает ей большее преимущество в размерах и скорости мобилизации. Глава украинской военной разведки генерал Кирилл Буданов сообщил 14 мая, что он использовал все имеющиеся у него резервные подразделения. Хотя 35 % опрошенных украинских мужчин, не находящихся в армии, заявили, что готовы служить, факторы, повлиявшие на их решение не зачисляться, включали нехватку материалов и оборудования, ненадлежащую подготовку, риск смерти или ранения, неопределенность относительно того, когда и как будет проходить демобилизация, и страх перед некомпетентными офицерами и руководством.

## Законодательство

### Закон 10378
В апреле 2024 года Верховная Рада приняла законопроект о мобилизации (законопроект № 10378) для «улучшения мобилизации, воинского учета и военной службы», а также для уточнения мер и наказаний в отношении уклонистов от призыва после месяцев обсуждения более 4000 подготовленных поправок . Депутат Федор Вениславский заявил, что основной целью закона является регистрация всех призывников и их данных для определения того, кто может быть мобилизован, а кто может отсрочить призыв. Первоначально закон был представлен 25 декабря 2023 года. Лидер парламента Давид Арахамия заявил, что, хотя законодатели сделают все возможное, чтобы удовлетворить потребности военного командования, многие из запрашиваемых ими положений «прямо нарушают права человека», а другие не были «оптимально сформулированы». Возражения со стороны Комитета парламента по вопросам антикоррупционной политики и партии «Слуга народа» привели к тому, что законопроект прошел еще несколько месяцев внесения поправок. Многие законодатели критиковали неорганизованность обсуждений законопроекта.
Давид Арахамия осудил предложение законопроекта о блокировании банковских счетов лиц, уклоняющихся от призыва, и предложение об отмене права отсрочки от призыва на военную службу для аспирантов без государственного финансирования. Другие области, которые требовали обширных дебатов, включали: отменять ли консульские услуги для незарегистрированных призывных украинских мужчин, укрывающихся за пределами Украины, и вводить ли ограничения на вождение и занятие определенных должностей для лиц, уклоняющихся от призыва.
11 апреля 2024 года состоялось окончательное голосование в «почти пустом зале», где после краткого обсуждения в законопроект были добавлены только 31 из более чем 4000 поправок, все из которых были предложены партией «Слуга народа». Была добавлена одна правка, рекомендованная военным руководством, которая отменила право на демобилизацию после 36 месяцев непрерывной службы, при этом было заявлено, что будущий законопроект определит условия демобилизации. Окончательный законопроект сохранил консульские ограничения для граждан, находящихся на борту, которые не зарегистрировались, в дополнение к запрету на вождение. Решение о демобилизации было оспорено несколькими законодателями из партии «Европейская солидарность».

### Другое законодательство
В апреле 2024 года президент Владимир Зеленский подписал законопроект 9281 о внесении изменений в раздел «О воинской обязанности и военной службе» в украинском законодательстве, снижающий возраст мобилизации с 27 до 25 лет, законопроект, который первоначально был принят парламентом в июне 2023 года. Призывы к мобилизации украинской молодежи были выдвинуты в октябре 2023 года министром обороны Великобритании Беном Уоллесом . Также был подписан законопроект 10062, требующий от мужчин в возрасте от 25 до 60 лет предоставлять свои данные в электронный военный реестр «Oberig», включая номера телефонов, адреса электронной почты, знание иностранных языков, паспортные и визовые данные, водительские права, право гражданина владеть оружием, результаты медицинского обследования и сведения о военной службе. Подписанные законопроекты также изменили систему классификации граждан, разделив их на «годен» и «не годен» к военной службе, исключив категорию «ограниченно годен» и требуя от призывников-инвалидов проходить повторное медицинское обследование для определения их годности.
Законы, подписанные в мае 2024 года, возлагают на работодателей ответственность за хранение информации о сотрудниках, предоставление зданий, транспортных средств и другого имущества для военных нужд по запросу, содействие призыву, предоставление отчетов военным службам и повышение осведомленности о военном учете и соблюдении требований для сотрудников с помощью листовок, встреч или индивидуальных конференций. Также был принят указ, запрещающий отправку паспортов и удостоверений личности украинским мужчинам в возрасте от 18 до 60 лет, что позволяет получать эти документы только в отделениях миграционной службы в Украине. Указ не распространяется на украинцев с ограниченными возможностями, тех, кто помогает родственникам с ограниченными возможностями, больным или сиротам, или жертвам «российской агрессии». Другие законы, подписанные Зеленским, включают увеличение штрафов за нарушение законов о мобилизации и разрешение заключенным подписывать добровольные контракты на мобилизацию в обмен на условно-досрочное освобождение, в результате чего было мобилизовано около 2750 заключенных.

## Отставки
Несколько депутатов попросили покинуть парламент на время обсуждения в связи с уходом на военную службу, занятием других государственных должностей или из-за того, что их интересы или перспективы не были учтены. Ольга Василевская-Смаглюк проголосовала против многих запросов и раскритиковала законодателей, чьи заявления были ложными или незначительными, за то, что они были сосредоточены на прибыли и использовании своего статуса в своих интересах вместо изначальной цели законодателей — служить Украине и ее гражданам. Она также заявила, что одобрение всех запросов оставит количество парламентариев на «границе конституционности». Член Центра политико-правовых реформ Юлия Кириченко выразила обеспокоенность тем, что сокращение количества депутатов в парламенте затруднит достижение большинства по законодательству, что, в свою очередь, задержит принятие важных решений, необходимых в военное время.

## Сопротивление призыву

### Территориальные центры набора
Сотрудникам ТЦК было поручено проверять документы мужчин и доставлять повестки. Офицеры регулярно сталкивались с оскорблениями и спорами с прохожими. Многие уклонисты от призыва прятались в своих домах или пытались дать взятки офицерам по мобилизации, чтобы избежать конфронтации. Было создано несколько групп в социальных сетях, содержащих десятки тысяч участников, для оповещения мужчин о передвижениях офицеров по мобилизации, чтобы они могли избежать конфронтации.
Появилось несколько вирусных видеороликов, на которых офицеры TCC забирают мужчин с улиц и из общественных мест по всей Украине для вербовки, часто недобровольно и с явным сопротивлением. В одном из зафиксированных случаев была показана физическая драка между офицерами по набору и гражданскими лицами, которую, по утверждению Харьковского TCC, спровоцировали граждане, в результате чего один офицер получил ранения. Генерал сухопутных войск Украины Александр Павлюк заявил, что видеоролики были вырваны из контекста и что последовавшая за этим критика офицеров по набору поддерживала российскую пропаганду. Он заявил, что многие из видеороликов были российскими психологическими операциями, содержащими схожие признаки того, как офицеры вступают в физические столкновения с местными гражданами, включая реалистичные детали, такие как украинские номерные знаки, запись, происходящая в нейтральном месте, которое трудно геолоцировать, и снятая на некачественную запись мобильного телефона. Он также отметил видеоролики, на которых офицеры по мобилизации находятся в состоянии алкогольного опьянения или попадают в другие ситуации, которые подорвут их авторитет и репутацию в глазах украинской общественности.
28 марта 2024 года должностные лица Полтавского территориального призывного центра направили в Министерство иностранных дел заявления о 30 000 граждан, получивших повестки и не явившихся в отделение ЦВК. В заявлениях говорилось, что указанные лица совершили административные правонарушения, и в случае неуплаты штрафов должностные лица должны их задержать.
Офицер по призыву в Киеве полковник Владимир Новосядлый заявил о необходимости сочувствия и справедливости по отношению к призывникам, понимания их опасений и страхов, связанных с военным развертыванием, а также подчеркнул необходимость того, чтобы гражданские лица выполняли свои обязанности перед своей страной.

## Переход через границу
Представитель пограничной службы Украины Андрей Демченко заявил, что по меньшей мере 30 человек погибли при попытке пересечь украинскую границу, чтобы избежать мобилизации. Сообщаемые методы пересечения границы включали оплату нелегальным торговцам, использование поддельных документов или взяток на законных пограничных переходах и сокрытие в транспортных средствах в качестве безбилетных пассажиров . Многие люди стали жертвами опасных рек, таких как Тиса между Украиной и Румынией или Днестр между Украиной и Молдовой, а также горных районов, включая Карпаты.
Демченко сообщил, что большинство незаконных пересечений границы произошло на границах Молдовы и Румынии, в то время как наибольшее количество поддельных документов было зафиксировано на границе с Польшей . Власти обнаружили не менее 450 преступных группировок, занимающихся торговлей людьми. Многие торговцы людьми давали указания о маршруте только после того, как им платили, что часто включало в себя тяжелое плавание через горную реку. Демченко утверждал, что дикие животные в горах также были значительной причиной смерти и травм.
Расследование BBC Eye сообщило, что по состоянию на 31 августа 2023 года 19 740 украинских мужчин воспользовались этими маршрутами, чтобы пересечь границу с Румынией, Молдовой, Польшей, Венгрией и Словакией, чтобы избежать мобилизации, а 21 113 были пойманы. Из них 14 313 мужчин попытались пересечь реку или горы через границу, а 6800 пытались подделать документы на пограничных переходах, некоторые из них платили деньги за подделки. В августе 2023 года Владимир Зеленский осудил военно-медицинские комиссии, которые брали взятки в размере от 3000 до 15 000 долларов за выдачу фиктивных документов о непригодности для военной службы, что привело к десятикратному увеличению освобождений по сравнению с августом 2022 года и привело к тому, что «тысячи» незаконно покинули страну. Он обвинил часть комиссий в коррупции и «государственной измене». Зеленский отреагировал увольнением всех руководителей региональных призывных комиссий и открытием более 100 уголовных дел после коррупционного скандала на юге Одесской области, в результате чего 30 человек были привлечены к уголовной ответственности.
С другой стороны, электронная система Oberig значительно облегчила проверку подлинности документов TCC и остановила уклонистов, которые использовали поддельные документы. Многим водителям, которые пытались пересечь границу, разрешалось пересекать ее только в том случае, если они были доказанно вовлечены в международные перевозки грузов и пассажиров или гуманитарную помощь украинским гражданам и военным. Государственная пограничная служба также скорректировала свои формирования, чтобы создать подразделения бригадного типа, которые могли бы выполнять боевые операции по охране границы, а парламент принял закон об увеличении ее численности на 15 000 военнослужащих, чтобы позволить создавать больше подразделений.

## Критика
Мэр Днепра Борис Филатов раскритиковал законы о мобилизации из-за того, что в его городе не хватает государственных служащих и работников общественного транспорта, что создает многочисленные проблемы в поддержании основных и фундаментальных учреждений для гражданских лиц и членов семей военнослужащих на передовой.
Украинское независимое журналистское агентство Texty раскритиковало законодательные и авторитарные методы мобилизации большего числа граждан как способ избежать организации процесса мобилизации и заранее сотрудничать с полицией вместо того, чтобы ожидать, что они пойдут за тысячами гражданских лиц сразу, и сослалось на то, что только полиция имеет право задерживать людей силой в украинском законодательстве. В редакционной статье говорилось, что, заставляя сотрудников TCC принуждать людей к мобилизации публично с минимальным уведомлением, правительство нарушает права человека, действуя не в рамках закона.
Таким образом, он выразился, что российская антимобилизационная пропаганда смогла так легко распространиться из-за того, что она основывалась на фактах, и эти действия были автократическими, а не демократическими по своей сущности, и как граждане откажутся воевать, если Украина станет «копией России». Редакционная статья также осудила то, как вместо того, чтобы продвигать позитивные истории героизма и патриотизма сограждан, сражающихся на войне, официальные учреждения вместо этого регулярно сообщают об инцидентах с гражданами, пытающимися бежать из страны и пойманными, пытаясь обвинить их в поражениях Украины в войне. 3-я отдельная штурмовая бригада представляет собой положительный пример, чья репутация как имеющей обширный боевой опыт с бесстрашным, смелым подходом к бою в сочетании с их публичной вербовочной кампанией в социальных сетях приносит более 900 запросов на волонтерство в месяц.
Неологизм «бусификация» был придуман для описания практики украинских офицеров по призыву проверять мужчин, идущих по городским улицам в дневное время, на предмет наличия карточек освобождения от воинской повинности и принудительно задерживать тех, кто не предъявляет такие карточки, и отправлять их на автобусе в мобилизационные центры. Автор Андрей Курков описал это как «унизительный термин», напоминающий о вербовочных бригадах Британской империи.